# Проспект Шашина (Лениногорск)
Проспект Шашина — одна из центральны улиц города Лениногорска, Республики Татарстан. Улица названа в честь Валентина Дмитриевича Шашина решением Исполкома Лениногорского городского Совета депутатов от 18.08.1978 № 302.

Вид на пешеходную часть

## Расположение
Простираясь с северо-востока на юго-восток от входа в «Парк культуры и отдыха им. М. Горького», до 7-го микрорайона, она имеет длину около 2260 метров.

## Объекты, расположенные на улице

Памятник В. Д. Шашину

На проспекте расположены здания: Лениногорского городского суда Республики Татарстан, Лениногорской городской прокуратуры (пр. им. Шашина, д. 3), Детско-юношеская спортивная школа № 1 (пр. им. Шашина, д. 8), Краеведческий музей (пр. им. Шашина, д. 18), Филиал спортивного комплекса «Юность» (пр. им. Шашина, д. 18а), Отдел образования Министерства образования Республики Татарстан в Лениногорском районе (пр. им. Шашина, д. 22), Военный комиссариат г. Лениногорска (пр. им. Шашина, д. 24), Лениногорское музыкально-художественное педагогическое училище, Центральная библиотека им. Г. Тукая (пр. им. Шашина, д. 41), Школа № 8 (пр. им. Шашина, д. 55).
Достопримечательности:
- Памятник В. Д. Шашину установленный 1981 году[11] на пересечении проспекта им. Шашина и улицы им. Гончарова, в честь празднования добычи второго миллиарда тонн нефти в Татарстане[12],
- Барельеф строителям города (возле торца дома 25).